# Sporomusa malonica
Sporomusa malonica è una specie di batterio appartenente alla famiglia delle Acidaminococcaceae.